# Chirnside Parish Church

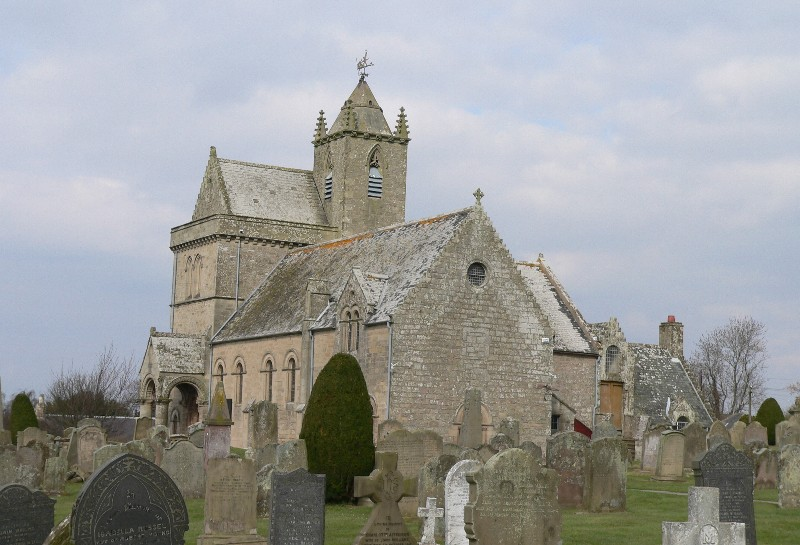
Chirnside Parish Church vanuit het zuidoosten. In het midden de toren uit 1907 die naast de westelijke toren werd gebouwd.

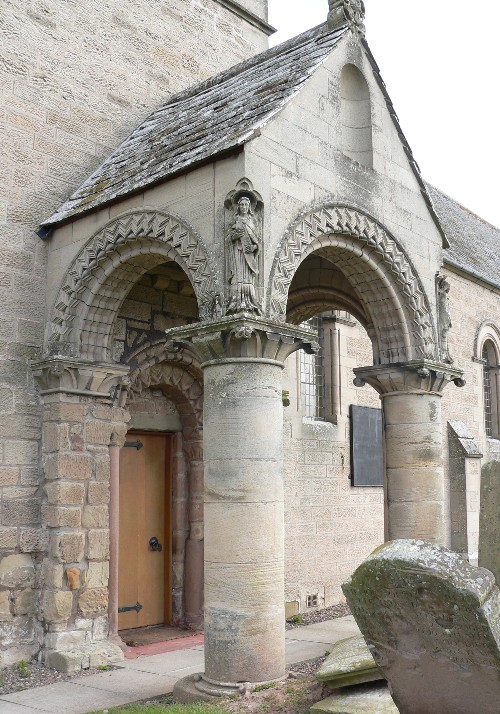
Het afdak uit de twaalfde eeuw.

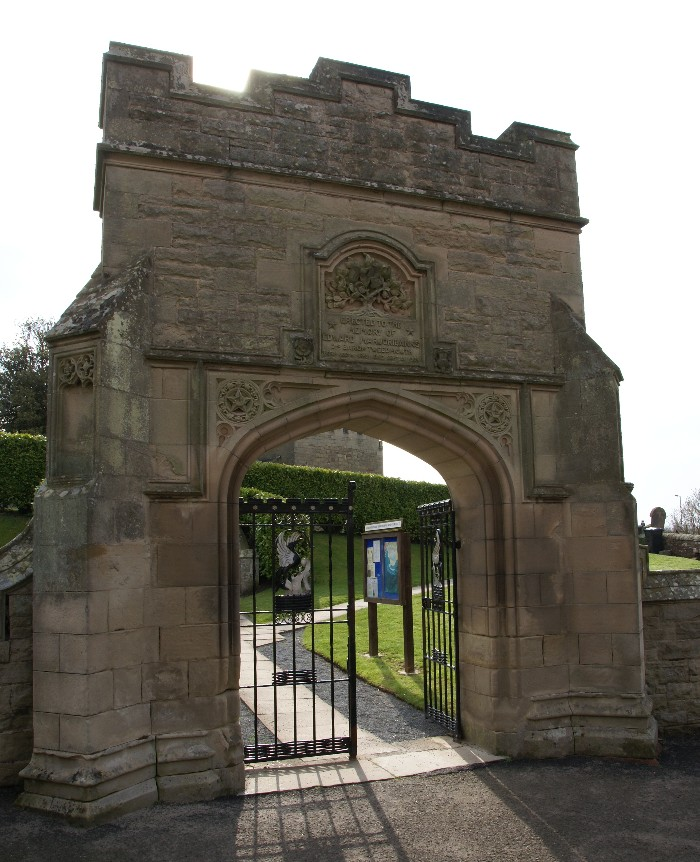
De poort uit 1909 met het wapen van de baron van Tweedmouth.

De Chirnside Parish Church is de parochiekerk van de Church of Scotland in de plaats Chirnside in de regio Scottish Borders van Schotland.

## Geschiedenis
Het is onbekend wanneer de eerste kerk in Chirnside gebouwd werd. In ieder geval was er een kerk in de twaalfde eeuw. Er wordt in die eeuw namelijk vermelding gemaakt van een parochie in Chirnside in de boeken van de monniken van de plaats Durham. Ook zijn er onderdelen uit deze periode nog herkenbaar in de huidige kerk.
Rond 1830 werd het gebouw aan de noordzijde uitgebreid, omdat het aantal zitplaatsen onvoldoende was geworden door groei van de parochie. Ook in 1878 en 1907 is de kerk grondig verbouwd. Deze laatste verbouwing werd voor een groot deel betaald door Edward Marjoribanks, de tweede baron van Tweedmouth. Na zijn overlijden op 15 september 1909, liet zijn zoon een poort tot het kerkterrein bouwen ter herinnering aan zijn vader.

## Bouw
De kerk is oorspronkelijk gebouwd als een oost-westelijk georiënteerde rechthoek, met een toren aan de westzijde. De uitbreiding in 1830 resulteerde in een T-vormige plattegrond, door de aanbouw van een noordelijke vleugel in het midden van de kerk. In een latere verbouwing is er een extra deel aan de westzijde van de noordvleugel gebouwd (parallel aan het oorspronkelijke deel van de kerk), waardoor het gebouw een plattegrond kreeg als het spiegelbeeld van het digitale cijfer "4". Ten slotte is bij de verbouwing van 1907 nog een extra toren toegevoegd in de hoek tussen de oorspronkelijke westelijke toren en de noordelijke aanbouw uit 1830.
Van de kerk uit de twaalfde eeuw zijn enkele delen over. Het meest herkenbaar is een klein stenen afdakje boven de zuidwestelijke deur. Ook bevindt zich aan de westzijde van de toren nog een raam van de oude kerk. Dit raam is in later tijd dichtgemetseld.

## Begraafplaats
De begraafplaats bevindt zich voornamelijk aan de zuid- en oostzijde van de kerk. Naast vele oudere graven uit de negentiende eeuw liggen er ook recentere graven. Een van de graven is van Formule 1-coureur Jim Clark.

## Overlevering
Volgens een overlevering werd Majorie Halcrow Erskine in 1674 begraven bij de kerk. Dezelfde dag nog ging de koster op pad om het graf te roven, omdat hij wist dat ze met een aantal kostbare juwelen was begraven. Op het moment dat hij daarmee bezig was, bleek plotseling dat ze niet dood was. Ze heeft nog meerdere jaren nadien geleefd.